# Шерил Кроу
Шерил Сузан Кроу (енгл. Sheryl Suzanne Crow; Кенит, 11. фебруар 1962) америчка је певачица, ауторка песама, музичарка и глумица. У њеним песмама највише одишу следећи жанрови: рок, кантри, поп, фолк и блуз. Освојила је девет награда Греми, а такође је и политички активна.
Снимила је и песме у дуету са Миком Џегером, Мајклом Џексоном, Ериком Клептоном и Кидом Роком, између осталих. Компоновала је и написала музику за велики број филмова, од којих су најзначајнији: Сутра не умире никад, Ерин Брокович, Аутомобили и Дом храбрих.

## Дискографија

### Студијски албуми
- (1993)
- (1996)
- (1998)
- (2002)
- (2005)
- (2008)
- (2008)
- (2010)
- (2013)
- (2017)
- (2019)
- Evolution (2024)

### Албуми уживо
- (1999)
- (2003)
- (2018)

### Компилације
- (2003)
- (2006)
- (2007)
- (2011)

## Филмографија
| Улоге  |                                    |               |                             |                  |
| Година | Српски назив                       | Изворни назив | Улога                       | Напомена         |
| 1990.  | —                                  |               | полицајка на тајном задатку | ТВ серија, 1 еп. |
| 1996.  | Гола истина                        |               | Шерил Кроу                  | ТВ серија, 1 еп. |
| 1996.  | —                                  |               | репортерка                  |                  |
| 1997.  | Елен                               |               | Шерил Кроу                  | ТВ серија, 1 еп. |
| 1998.  | Дискотека 54                       |               | Шерил Кроу                  |                  |
| 1999.  | Убица несрећних                    |               | Каспер                      |                  |
| 2004.  | Три Хил                            |               | Шерил Кроу                  | ТВ серија, 1 еп. |
| 2004.  | Дани славе                         |               | музичарка                   |                  |
| 2005.  | Уживо суботом увече                |               | Шерил Кроу                  | гошћа            |
| 2007.  | —                                  |               | Шерил Кроу                  |                  |
| 2009.  | Телевизијска посла                 |               | Шерил Кроу                  | ТВ серија, 1 еп. |
| 2010.  | Кугар таун                         |               | Сара                        | ТВ серија, 3 еп. |
| 2010.  | Хана Монтана                       |               | Шерил Кроу                  | ТВ серија, 1 еп. |
| 2012.  | —                                  |               | Шерил Кроу                  | ТВ серија, 1 еп. |
| 2017.  | Морнарички истражитељи: Њу Орлеанс |               | Шерил Кроу                  | ТВ серија, 1 еп. |

## Награде и номинације
- Награде Греми

| Година | Категорија           | Номиновано дело | Исход      |
| ------ | -------------------- | --------------- | ---------- |
| 1995.  | Најбољи нови извођач | —               | Освојено   |
| 1997.  | Најбољи рок албум    |                 | Освојено   |
| 1999.  | Најбољи рок албум    |                 | Освојено   |
| 2003.  | Најбољи рок албум    |                 | Номинација |